# 鋸木廠 (亞利桑那州)
索米爾（英語：Sawmill）是位於美國亞利桑那州阿帕契縣的一個人口普查指定地區。根據2010年美國人口普查，該地人口為748人，而該地的面積約為14.96平方千米。

## 地理
索米爾的座標為35°53′48″N 109°09′31″W / 35.89667°N 109.15861°W，而該地最高點為海拔高度2126米（即6975英尺）。